# Berardia
Genre
Berardia est genre de plante à fleurs de la famille des Asteraceae.
Ce genre ne comprend qu'une seule espèce, la bérardie laineuse (Berardia subacaulis) qui bénéficie d'un arrêté de protection sur l'ensemble du territoire national français. C'est une plante herbacée vivace, hermaphrodite, tomenteuse, grisâtre, endémique alpine.